# 이철희 (1923년)
이철희(李哲熙, 1923년 9월 10일~2014년 2월 23일)는 대한민국의 군인, 정치인이다. 본관은 경주이다.

## 생애
1923년에 충청북도 청원군에 태어났다.
육군 소장으로 예편한 그는 육군첩보부대 HID 부대장과 중앙정보부 차장과 대화산업 회장을 지냈다.
전두환 전 대통령의 인척이었던 장영자의 남편으로, 1982년 아내 장영자와 함께 거액(6404억 원)의 어음 사기 사건으로 구속 기소되었으며 이후 1992년 가석방되었다.

## 학력
- 1943년 일본 육군정보학교 졸업
- 1946년 조선국방경비사관학교 2기 졸업
- 1947년 조선경비보병학교 졸업
- 1952년 동국대학교 경제학과 학사
- 1953년 대한민국 육군포병학교 졸업
- 1955년 미국 미사일포병학교 졸업
- 1957년 대한민국 육군대학 졸업
- 1959년 대한민국 국방대학교 행정학사
- 1961년 미국 국방산업대학교 행정학사

## 역대 선거 결과
| 실시년도 | 선거 | 대수 | 직책     | 선거구           | 정당       | 득표수 | 득표율      | 순위 | 당락 | 비고 |
| -------- | ---- | ---- | -------- | ---------------- | ---------- | ------ | ----------- | ---- | ---- | ---- |
| 1978년   | 총선 | 10대 | 국회의원 | 통일주체국민회의 | 유신정우회 |        | \| \| 0% \| | 지명 |      | 초선 |
|          | 0%   |      |          |                  |            |        |             |      |      |      |

## 같이 보기
- 이철희 장영자 어음 사기 사건